# Seznam španskih diplomatov
Seznam španskih diplomatov.

## A
- Manuel Aznar Zubigaray

## B
- Diego de Benavides y de la Cueva

## C
- Santiago Cabanas Ansorena (1954)
- Fernando María Castiella y Maíz (1907-1976)
- Pedro Cortina y Mauri (1908-1993)

## D
- María Elisa Díaz de Mendibil

## F
- Diego de Saavedra Fajardo
- Consuelo Femenía Guardiola (1965-)

## G
- Luis de Onís y González-Vara
- Ramón Gil-Casares (1953-)
- Ernesto Giménez Caballero (1899-1988)
- Francisco Gómez-Jordana Sousa (1876–1944)
- Arancha González Laya

## L
- Álvaro Lario
- Gregorio López-Bravo y Castro

## M
- Salvador de Madariaga y Rojo (1886–1978)
- Ramiro de Maeztu
- Abel Matutes (1941-)
- Federico Mayor Zaragoza (1934-)
- Alberto Martín-Artajo Álvarez (1905–1979)

## R
- Margarita Robles

## S
- María Jesús San Segundo
- Eulogio Florentino Sanz
- Javier Solana

## V
- Juan Valera y Alcala Galiano

## W
- Carlos Westendorp